# Stele Kululu 1

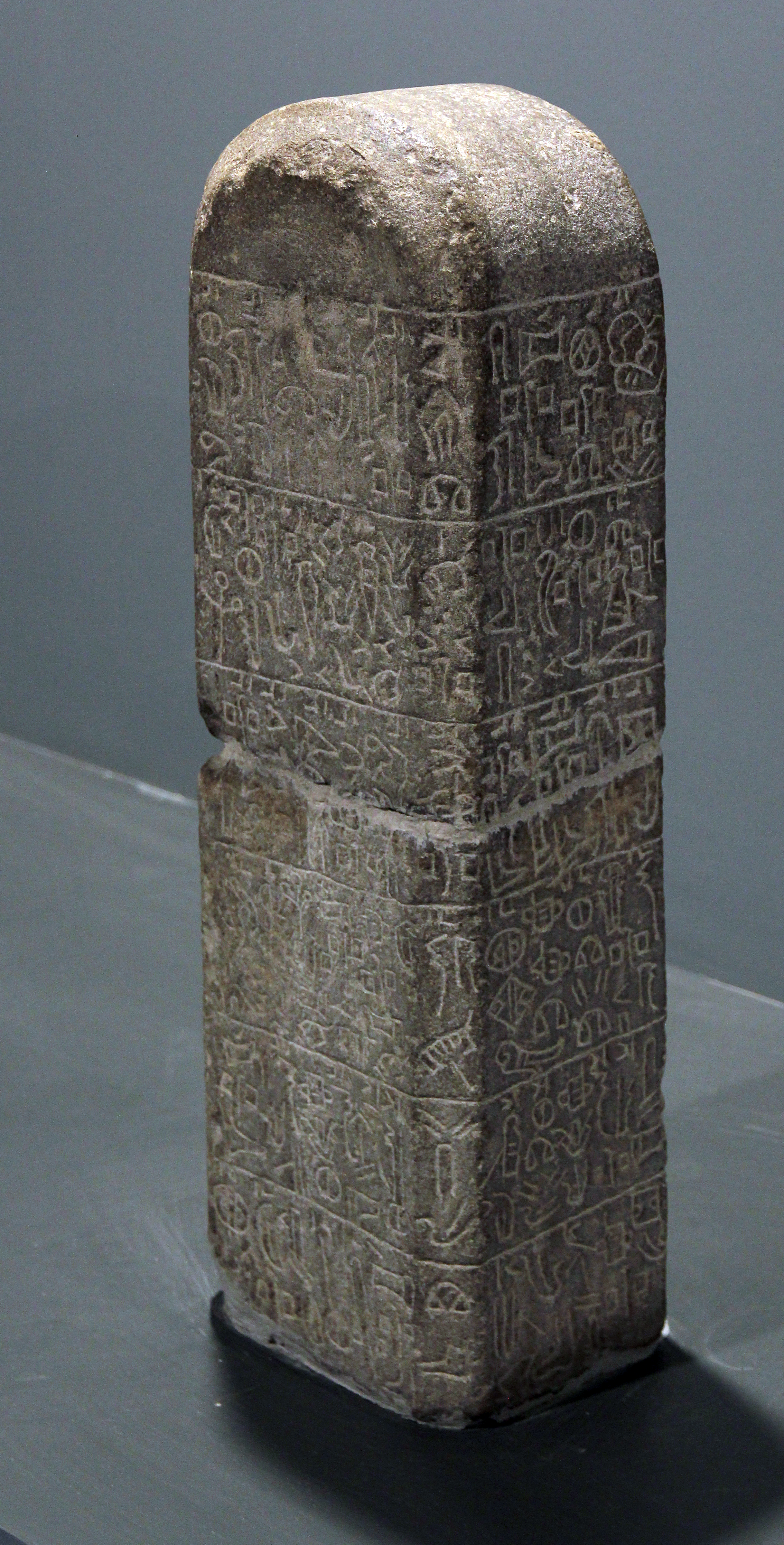
Kululu 1, Seiten B und A

Die Stele Kululu 1 ist eine von mehreren Stelen mit Inschriften in luwischen Hieroglyphen, die in der Umgebung des türkischen Ortes Kululu gefunden wurden. Sie werden dem neo-hethitischen Königreich Tabal zugerechnet, das in der ersten Hälfte des 1. Jahrtausends v. Chr. in der Zentraltürkei bestand. Sie werden ins 8. Jahrhundert v. Chr. datiert und sind im Archäologischen Museum Kayseri ausgestellt.

## Fund
Kululu 1 wurde in den späten 1930er-Jahren im Ort Alevkışla, etwa fünf Kilometer nordwestlich von Kululu, gefunden, im Bezirk Akkışla der Provinz Kayseri. Wie Halit Doral, der damalige Direktor des Archäologischen Museums Kayseri, berichtet, wurde sie vom Kaymakam von Bünyan, Kâzım Atakul, im Haus eines gewissen Hacı Hüseyin gefunden, wohin sie um 1935 aus einem anderen Ort gebracht worden war. 1940 wurde sie ins Museum verbracht und erhielt die Inventarnummer 2241. Sie wurde zunächst vom türkischen Archäologen Kemaleddin Karamete veröffentlicht, später auch von dem deutschen Altorientalisten Helmuth Theodor Bossert. Den Text behandelte als Erster der italienische Philologe Piero Meriggi 1952, der britische Hethitologe John David Hawkins schließlich nahm die Stele 2000 in sein  Corpus of Hieroglyphic Luwian Inscriptions auf.

## Beschreibung
Die recht gut erhaltene Stele hat einen etwa rechteckigen Querschnitt mit den Maßen 0,20 × 0,16 Meter. Sie ist oben abgerundet, die Kanten sind abgeschrägt. Die beschriftete Fläche ist 0,54 Meter hoch. Das Monument war in zwei Teile gebrochen, ist aber restauriert. Die Rückseite ist nicht beschriftet, die Vorderseiten werden von rechts nach links als A, B und C bezeichnet. Der sechszeilige Text beginnt rechts oben auf der rechten Schmalseite A, verläuft linksläufig weiter über B und C, wo er sich wendet und boustrophedon weitergeht, bis er schließlich auf Seite A rechts unten endet.
Autor des Textes ist ein Ruwas, der sich als Diener des Tuwati II. bezeichnet. Nach der Nennung seines Namens und seiner Funktion berichtet er vom Bau „dieser Häuser“. Er widmet sie dem Wettergott Tarhunzas und verspricht, diesem jedes Jahr einen Ochsen und drei Schafe zu opfern. Er droht jedem verschiedene göttliche Strafen an, der diese Häuser zerstört, und legt fest, dass sie auch nach seinem Tod bestehen bleiben sollen. Da die Regierungszeit Tuwatis bekannt ist, kann die Stele ins 8. Jahrhundert v. Chr. datiert werden. Ein Ruwas erscheint auch auf seiner Begräbnisstele Kululu 4, es wird vermutet, dass es sich um die gleiche Person handelt.